# Last Roll - 11Years Of L⇔R
『Last Roll -11 years of L↔R-』（ラストロール・イレブンイヤーズ・オブ・エル・アール）はL⇔Rのベスト・アルバム。 2002年9月19日にポニーキャニオンから発売された。

## 概要
- ポリスター所属期のシングル曲とポニーキャニオン移籍後にリリースされたシングル曲の計13曲に加え、インターネット投票によって選出された上位5曲を収録したベストアルバム。[1]
- リリースに際しL↔Rのメンバーは関与していないが、プロデューサーであった岡井大二が編集に携わっている。
- メンバーが解散を宣言していたわけではないため、発売当時もあくまで活動休止の状態だったが、キャッチコピーに”97年の活動休止から5年後の今、彼らの輝かしい歴史へ終止符がうたれる”と書かれており、あたかも解散してしまったかのような文章が書かれている。
- 後の2015年に発売された『プラチナムベスト L⇔R』はポニーキャニオン時代の収録曲のみの選出となっており、レーベルを超えたオールタイムベストアルバムとしては本作が唯一のものとなっている。

## 収録曲
インターネット投票の結果は本作のライナーノーツを参照。
1. アイネ・クライネ・ナハト・ミュージック (2:45)
作詞・作曲:黒沢健一
12thシングル。
2. KNOCKIN' ON YOUR DOOR (3:15)
作詞・作曲:黒沢健一
7thシングル。
3. BYE BYE POPICLE ～一度だけのNo.1～ (3:38)
作詞・作曲:黒沢健一・黒沢秀樹
1stシングル。インターネット投票第4位[2]。
4. GAME (3:56)
作詞・作曲：黒沢健一
10thシングル。
5. LAZY GIRL (3:31)
作詞・作曲:黒沢健一
1stシングル。アウトロにあった女性の歌唱パートがカットされている。
6. NICE TO MEET YOU (3:24)
作詞・作曲:黒沢健一
11thシングル。
7. IT'S ONLY A LOVE SONG (3:11)
作詞：黒沢健一　作曲：黒沢健一・黒沢秀樹
5thアルバム「LACK OF REASON」収録、7thシングル「KNOCKIN' ON YOUR DOOR」カップリング曲。 インターネット投票第5位。
8. STAND (3:15)
作詞：黒沢健一・黒沢秀樹　作曲：黒沢健一
13thシングル。
9. ブルーを撃ち抜いて (3:47)
作詞・作曲:黒沢健一
7thアルバム「Doubt」収録曲。インターネット投票第2位。
10. SOCIETY'S LOVE (2:28)
作詞・作曲：黒沢健一
5thアルバム「LACK OF REASON」収録、インターネット投票第1位。
11. 直線サイクリング (3:47)
作詞:黒沢健一・黒沢秀樹 作曲:黒沢健一
7thアルバム「Doubt」収録曲。インターネット投票第3位。
12. REMEMBER (4:23)
作詞・作曲:黒沢健一
5thシングル。
13. NOW THAT SUMMER IS HERE (4:34)
作詞・作曲:黒沢健一
4thシングル。
14. HELLO, IT'S ME (5:31)
作詞・作曲:黒沢健一
6thシングル。
15. TUMBLING DOWN (4:14)
作詞:黒沢健一 作曲:黒沢秀樹
3rdシングル。
16. (I WANNA)BE WITH YOU (3:49)
作詞・作曲:黒沢健一
2ndシングル。シングルとしてリリースされたショートバージョンを再編集している。
17. BYE (4:00)
作詞・作曲:黒沢健一
8thシングル。
18. DAY BY DAY (4:22)
作詞・作曲:黒沢健一
9thシングル。